# Jens Arentzen
Jens Arentzen (* 2. März 1958 in Frederiksberg; † 22. November 2022 in Kopenhagen) war ein dänischer Schauspieler und Drehbuchautor.

## Leben
Jens Arentzen wuchs als Sohn von Holger Arentzen (1926–1984) und dessen Frau Gerda Petersen (* 1926) in Frederiksberg auf.
Nach seinem Schulabschluss absolvierte er von 1975 bis 1979 seine Schauspielausbildung an der Schauspielschule des Aarhus Teater, wo er auch sein Bühnendebüt als Darsteller hatte. Als Bühnendarsteller wirkte er in mehreren Theaterstücken und Musicals mit. Von 1976 bis 2010 wirkte er als Schauspieler vor der Kamera in mehr als 30 Film-und-Fernsehproduktionen mit. Er wurde für sein filmisches Schaffen dreimal mit dem Robert ausgezeichnet. Nach dem Jahr 2010 war er nicht mehr als Schauspieler tätig und verfasste bis zu seinem Tod mehr als 20 Drehbücher für verschiedene Spielfilme und Fernsehserien. Er war zeitweise auch als Schauspielcoach tätig. Daneben war er zudem als Synchronsprecher für Zeichentrickfilme aktiv.
Jens Arentzen lebte in Kopenhagen. Er starb am 22. November 2022 im Alter von 64 Jahren an den Folgen einer Krebserkrankung.

## Filmografie (Auswahl)
- 1977: Thelma und Irene
- 1981: Die Leute von Korsbaek (Fernsehserie, 5 Folgen)
- 1982: Thorvald und Linda
- 1984: Privatdetektiv Anthonsen (Fernsehserie, 2 Folgen)
- 1984: Kopenhagen – Mitten in der Nacht
- 1985: Ein Engel in Sachen Liebe
- 1986: Ballerup Boulevard
- 1989: Christian
- 1994: Sjang
- 1999: Taxa (Fernsehserie, 1 Folge)
- 1999: Im Sog der Angst
- 2001: Grev Axel
- 2003: Bouncer
- 2010: Kleine Morde unter Nachbarn (Fernsehserie, 2 Folgen)